# مقاطعة لوديس (ميسيسيبي)
مقاطعة لوديس هي مقاطعة في مسيسيبي، بلغ عدد سكانها 59٬779  نسمة، في 2010، عاصمتها كولومبوس، تبلغ مساحتها 1٬338 كيلومتر مربع.

## الموقع
تشترك في الحدود مع:
- مقاطعة مونرو (ميسيسيبي)
- مقاطعة نوكسوبي (ميسيسيبي).

## التقسيمات الإدارية
- كولومبوس.